# Clara Mosch
Clara Mosch war keine Person, sondern eine Galerie und eine Künstlergruppe in der DDR aus Karl-Marx-Stadt (heute Chemnitz), die von 1977 bis 1982 bestand. Nach einer Idee von Thomas Ranft wurde der Name der Gruppe aus den Anfangsbuchstaben der Nachnamen der fünf Gründungsmitglieder gebildet: CLA steht für Carlfriedrich Claus, RA für Thomas und Dagmar Ranft, MO für Michael Morgner und SCH für Gregor-Torsten Schade (später verh. Kozik).

## Geschichte

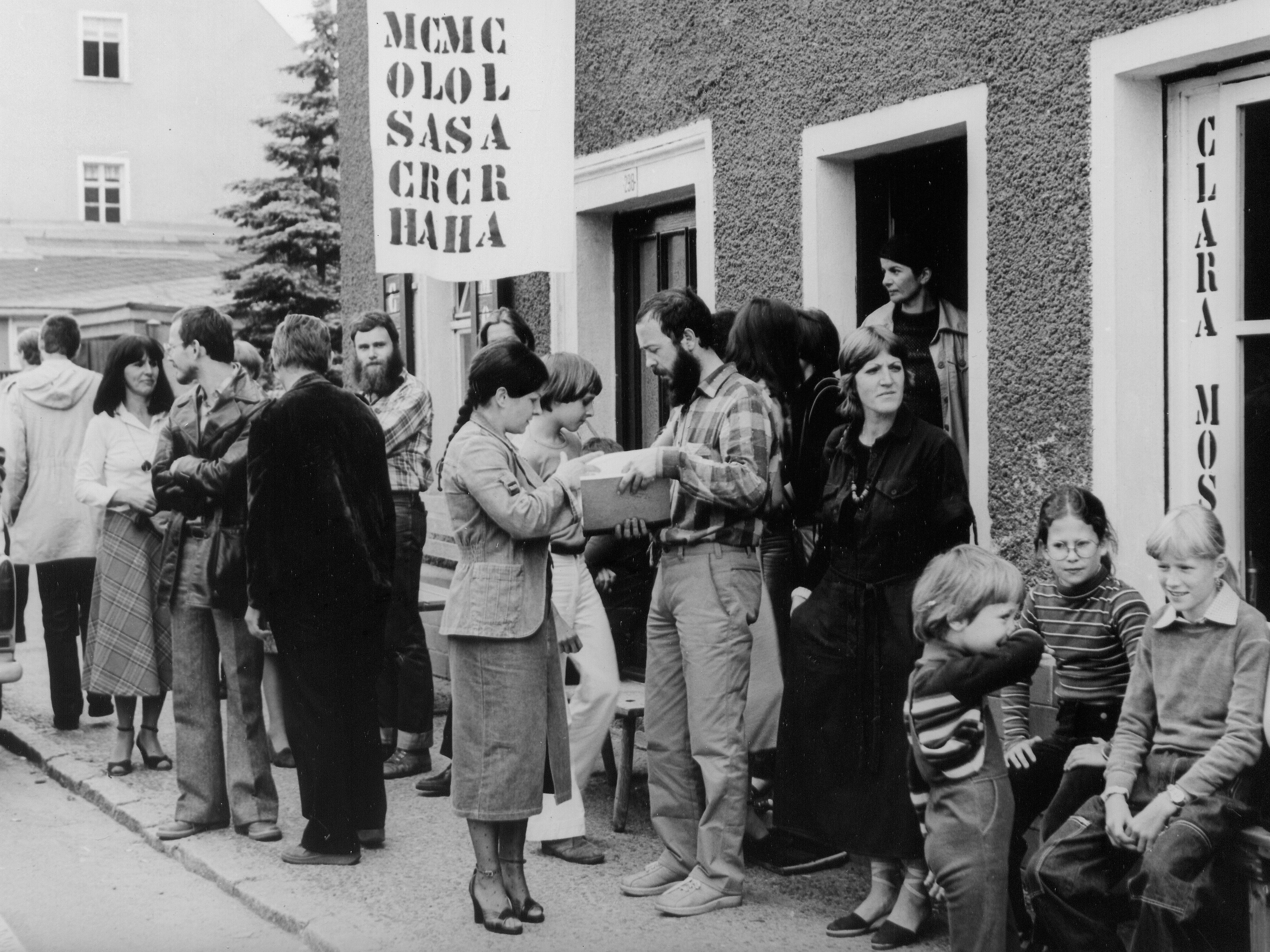
Vor der Galerie am 20. Juni 1981, dem Tag der Eröffnung der Ausstellung Horst Bartnig – Konkrete Malerei / Grafik

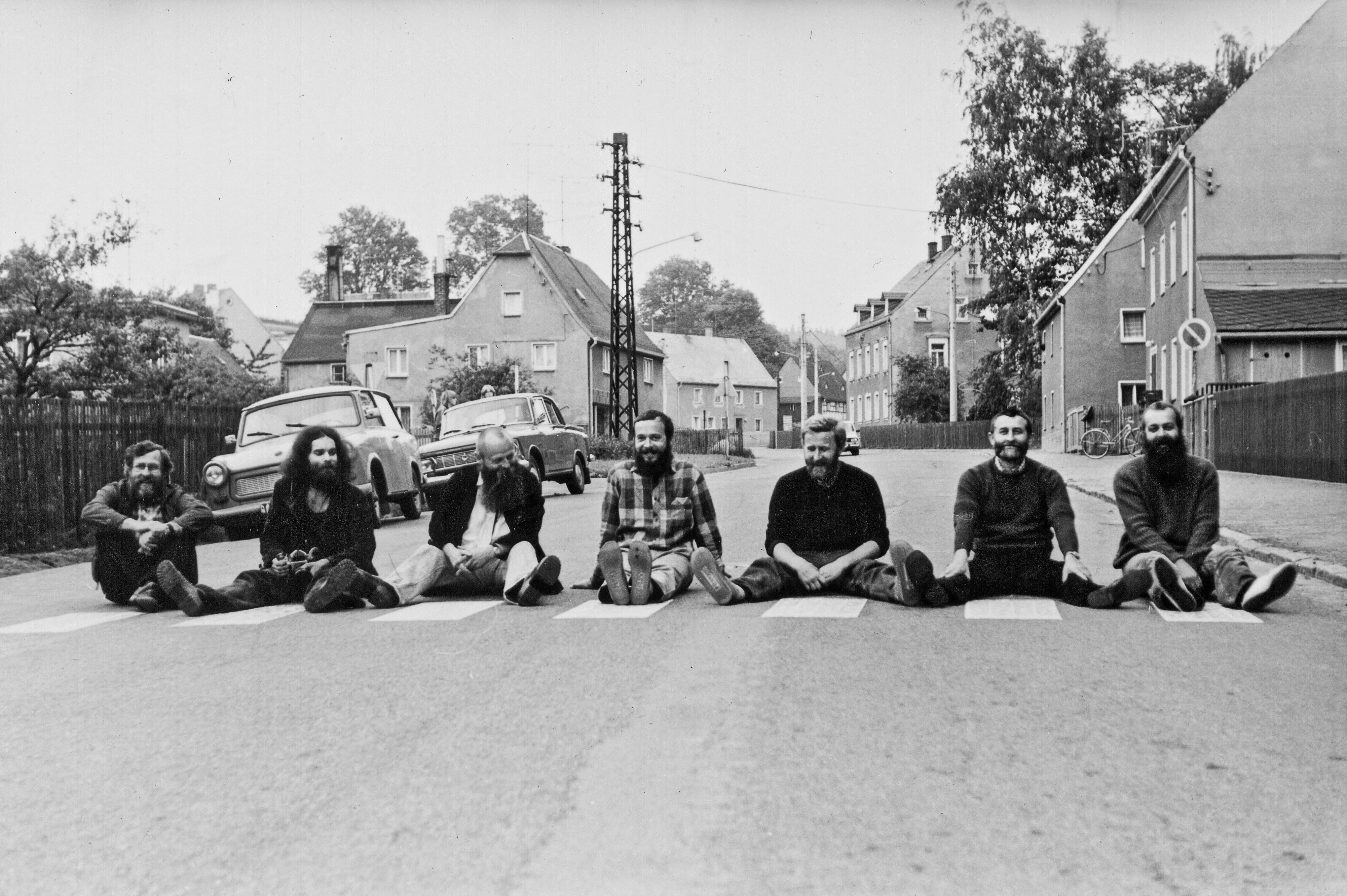
Künstler vor der Galerie auf der Straße, auf die Plakate der Ausstellung Horst Bartnig – Konkrete Malerei / Grafik geklebt worden sind. Von links: Fritz Diedering, N. N., Horst Bartnig, Thomas Ranft, Michael Morgner, Karl Clauss Dietel, Klaus Süß

Die Gruppe wurde am 30. Mai 1977 gegründet und entwickelte sich zu einem wichtigen Forum für unabhängige und avantgardistische Kunst in der DDR.
Der Künstlerverband beraumte kurz vor der Eröffnung der Galerie Clara Mosch einen Pflichttermin für die Beteiligten an. Zum einen übernahm der Kulturbund der DDR alle anfallenden Kosten des Projektes, zum anderen musste die Mosch-Gruppe akzeptieren, dass sich die Galerieleitung zu gleichen Teilen aus Vertretern der Künstlergruppe und Funktionären des Kulturbundes zusammensetzte.
Etliche der Ausstellungen der Gruppe fanden in der Galerie Oben in Karl-Marx-Stadt statt. Am 27. November 1982 löste sich die Gruppe auf, da mit der Zeit mehr Kunstobjekte anderer Künstler in der Galerie ausgestellt wurden und dies nicht dem Wunsch der Mosch-Künstler entsprach.

## Ausstellungen der Gruppe nach der Auflösung
Eine Ausstellung der Kunstsammlungen Chemnitz als Einrichtung der Stadt Chemnitz vom 23. Februar 2020 bis 21. Juni 2020 beleuchtete die Aktionen der Gruppe als eines der wichtigsten Beispiele alternativen Kunstschaffens in der DDR – das unabhängig von staatlicher Kunstdoktrin realisiert wurde. Die Aktionen der Karl-Marx-Städter Künstlergruppe Clara Mosch sind im Wesentlichen durch die von Ralf-Rainer Wasse erstellten Fotografien überliefert. Die zwischen 1975 und 1986 entstandenen Fotografien, die Wasse auch für das Ministerium für Staatssicherheit anfertigte und die den Schwerpunkt der Ausstellung bildeten, dokumentieren die eigentlich ephemeren Aktionen der Gruppe. Sie belegen die künstlerische Selbstinszenierung der Mitglieder von Clara Mosch zwischen Eigensinn und performativen Kunstformen und reflektieren zugleich Wasses ästhetische Ansprüche als Fotograf.
Die in der Ausstellung gezeigten Fotografien  waren jedoch auch Zeugnisse der Überwachung und Zerschlagung der Gruppe durch das Ministerium für Staatssicherheit. Aufgrund ihres eigenwilligen und unabhängigen Kunstschaffens wurde die Gruppe Clara Mosch als „negativ-feindliche“ eingestuft und war Gegenstand mehrerer operativer Vorgänge, denen Wasse durch Fotografien und Berichte zuarbeitete. Zur Ausstellung veröffentlichten die Kunstsammlungen Chemnitz zum 24. Februar 2020 einen Katalog, der auch einen Ausschnitt der geheimdienstlichen Kontrolle dokumentiert. Die Bilder stammen aus den umfangreichen Beständen des Carlfriedrich-Claus-Archivs der Kunstsammlungen Chemnitz und des im Lindenau-Museum Altenburg verwahrten Wasse-Nachlasses.
2023 fand in Berlin eine weitere Ausstellung mit dem Titel Clara Mosch und frühe Kunstaktionen in der DDR im KVOST (Kunstverein Ost) statt. Sie wurde von Stephan Koal kuratiert, der auch den gleichnamigen Katalog herausbrachte.

## Filme
Am 10. Mai 2020 zeigte Das Erste in der Fernsehsendung ttt – titel, thesen, temperamente eine Dokumentation mit dem Titel Clara Mosch und Ralf-Rainer Wasse – Aktion und Fotografie. Der Bericht nimmt Bezug auf die Ausstellung der Kunstsammlungen Chemnitz von 2020 und lässt Künstler der Clara Mosch Gruppe vor der Kamera sprechen.
Michael Morgner äußerte in der Sendung: „Da hat man immer verzweifelt versucht, irgendeine Kunst zu machen, die nicht so aussieht wie die DDR“, und über Wasses Dokumentation: „Für uns war das wirklich Glück“ sowie „Das ist wie Faust und Mephisto, wenn einer nicht das Gute will und trotzdem macht“. Thomas Ranft ergänzte: „Die ganzen Pleinairs und die ganzen Aktionen wären ohne ihn [Wasse] nie dokumentiert worden, und es wäre nichts davon [Clara Mosch] übrig geblieben.“
Die Dokumentation berichtet, Wasse sei nach der Enttarnung als Informant für das Ministerium für Staatssicherheit 1992 vor jeder Aussprache geflohen und sei fortgezogen. Im Buch Clara Mosch und Ralf-Rainer Wasse der Kunstsammlungen Chemnitz ist vermerkt, dass Wasse 1992 Chemnitz verließ und an die Ostsee bei Kiel zog.
2023 sendete NDR Kultur in Das Journal den Beitrag  Clara Mosch: Eine Künstlergruppe und ein Stasi-Spitzel. Michael Morgner mahnte darin mehr Solidarität zwischen ost- und westdeutschen Kunstschaffenden an, und Thomas Ranft betonte, dass die Natur der größte Kunstgeber für die Künstler sei. Laut dem Bericht stand die Gruppe Clara Mosch zeitweise unter Beobachtung von über 100 Stasi-Spitzelnn.
2025 kam der Dokumentarfilm Go Clara Go der Berliner Regisseurin Sylvie Kürsten ins Kino. Er wurde für das Europäische Kulturhauptstadtjahr in Chemnitz gedreht. Die Frankfurter Rundschau bezeichnete den Film als „einen poetischen, emotionalen und humorvollen Film über die unverbissen gealterten Rebellen und die ‚Tatorte‘ ihrer Experimente“.